# Lampinjärvi
Lampinjärvi är en sjö i Finland. Den ligger i kommunen Björneborg i landskapet Satakunta, i den sydvästra delen av landet, 240 km nordväst om huvudstaden Helsingfors. Lampinjärvi ligger 21,2 meter över havet. I omgivningarna runt Lampinjärvi växer i huvudsak barrskog. Arean är 81,7 hektar och strandlinjen är 11,7 kilometer lång. Sjön  ingår i Karvia å huvudavrinningsområde. 